# ELKOV elektro
ELKOV elektro je česká společnost se sídlem v Brně specializující se na elektromateriál a svítidla, ale poskytující také služby v oblasti půjčování nářadí, fotovoltaiky, nabíjecích stanic pro elektromobily či instalace systémů chytrého řízení měst.
Zaměstnává téměř 700 zaměstnanců a má konsolidovaný obrat 5,5 miliardy korun.

## Historie
Zakladatel Karel Vodička začal podnikat v roce 1992 se zaměřením na montáž elektroinstalací, výrobu rozváděčů a revize.

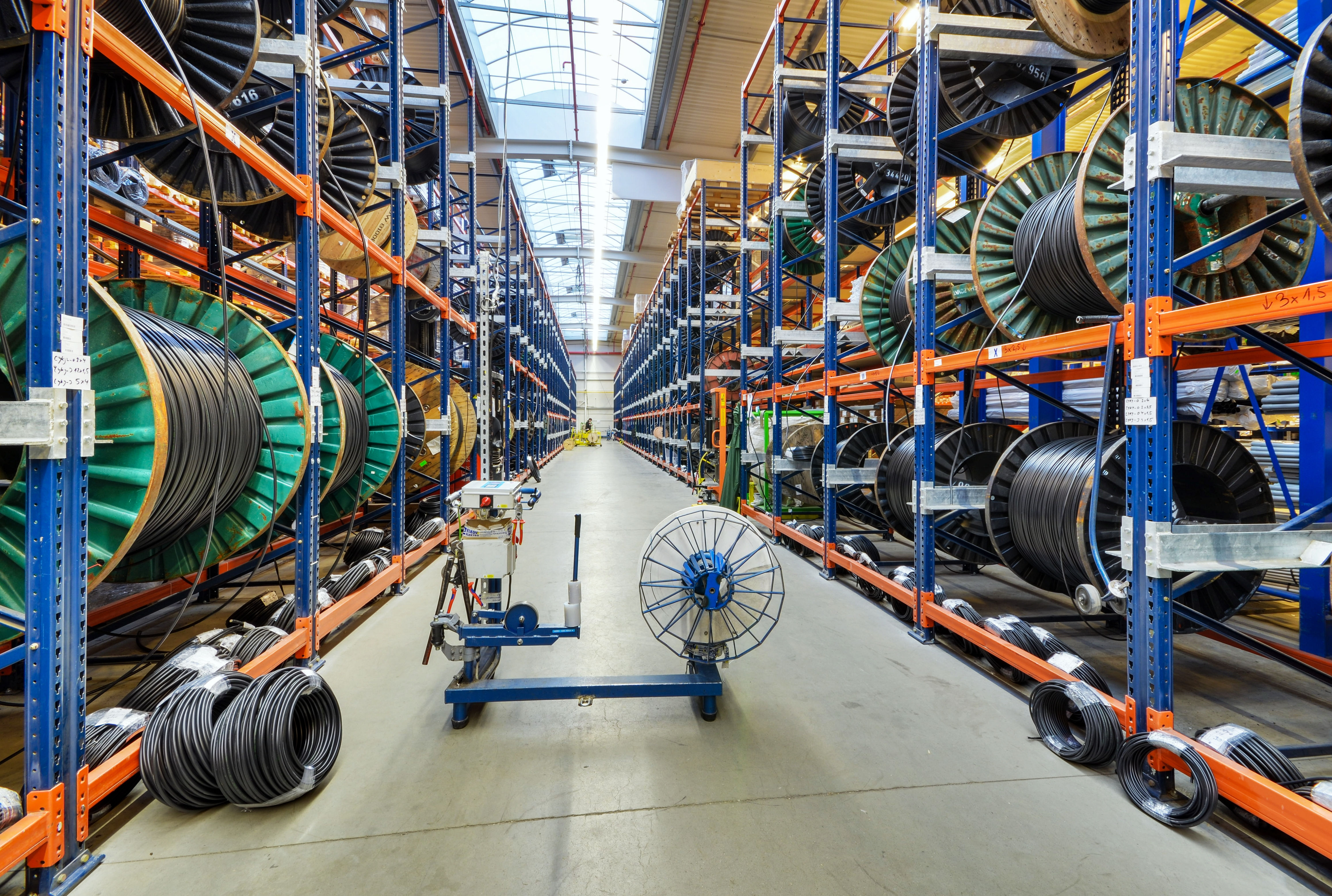
Prodej kabelů v ELKOV elektro

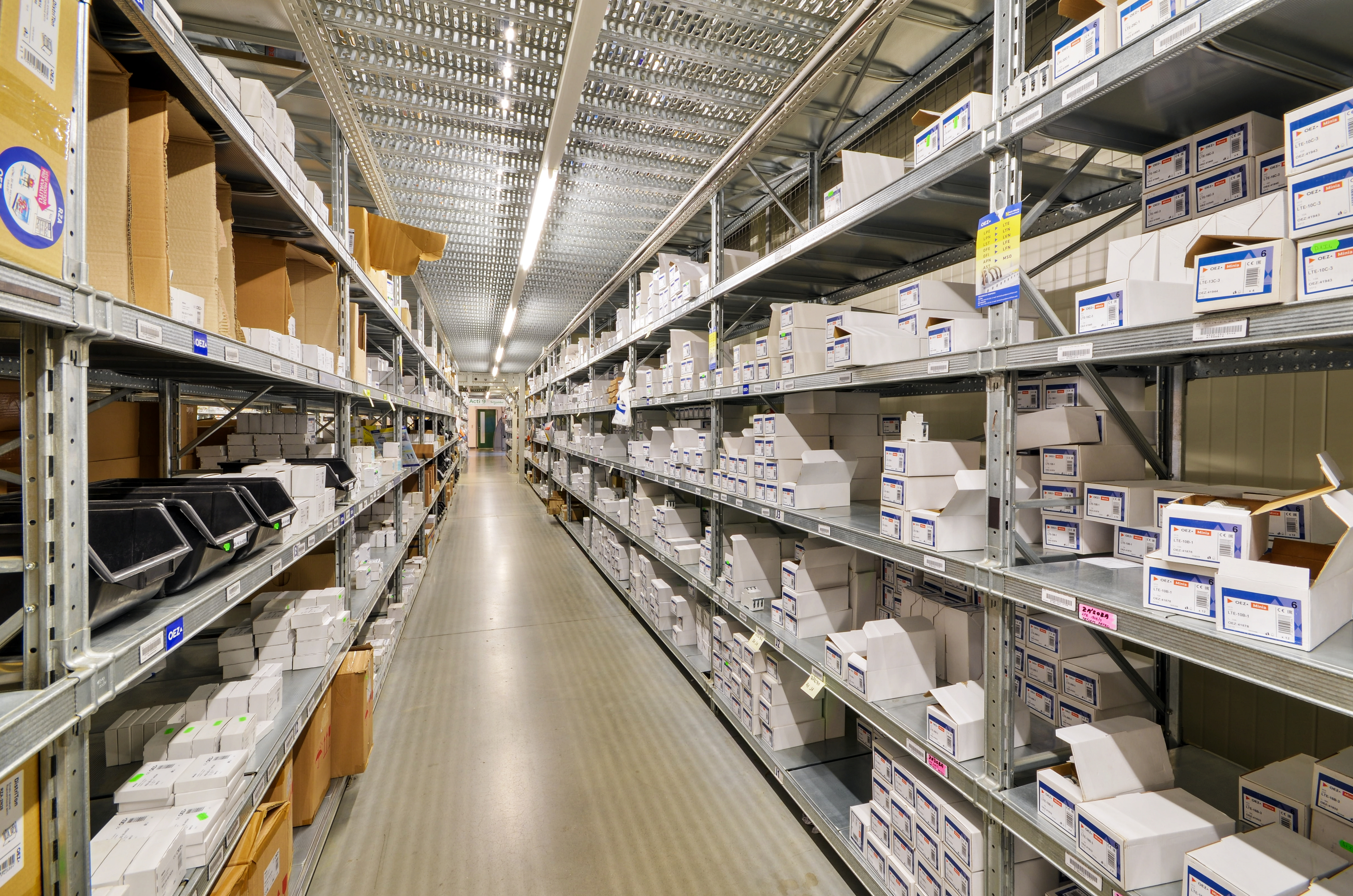
Prodej elektromateriálu v ELKOV elektro

Od roku 1995 se společnost ELKOV elektro začala profilovat jako velkoobchod elektroinstalačním materiálem a od roku 2013 se výrazně rozšiřuje v oboru prodeje osvětlení.
Od roku 2015 se zabývá velkoobchodním prodejem fotovoltaických komponentů a dobíjecích stanic.
V roce 2019 přebírá ELKOV elektro společnosti STASANET a VARIANT plus a následujícího roku 2020 jejich fúzí vzniká společnost VARNET. Tím ELKOV elektro významně ovlivňuje, kromě stávajícího silnoproudého sortimentu, také trh se slaboproudou technologií.

## Podpora
ELKOV elektro podporuje různé charitativní projekty a organizace či cyklistické týmy.

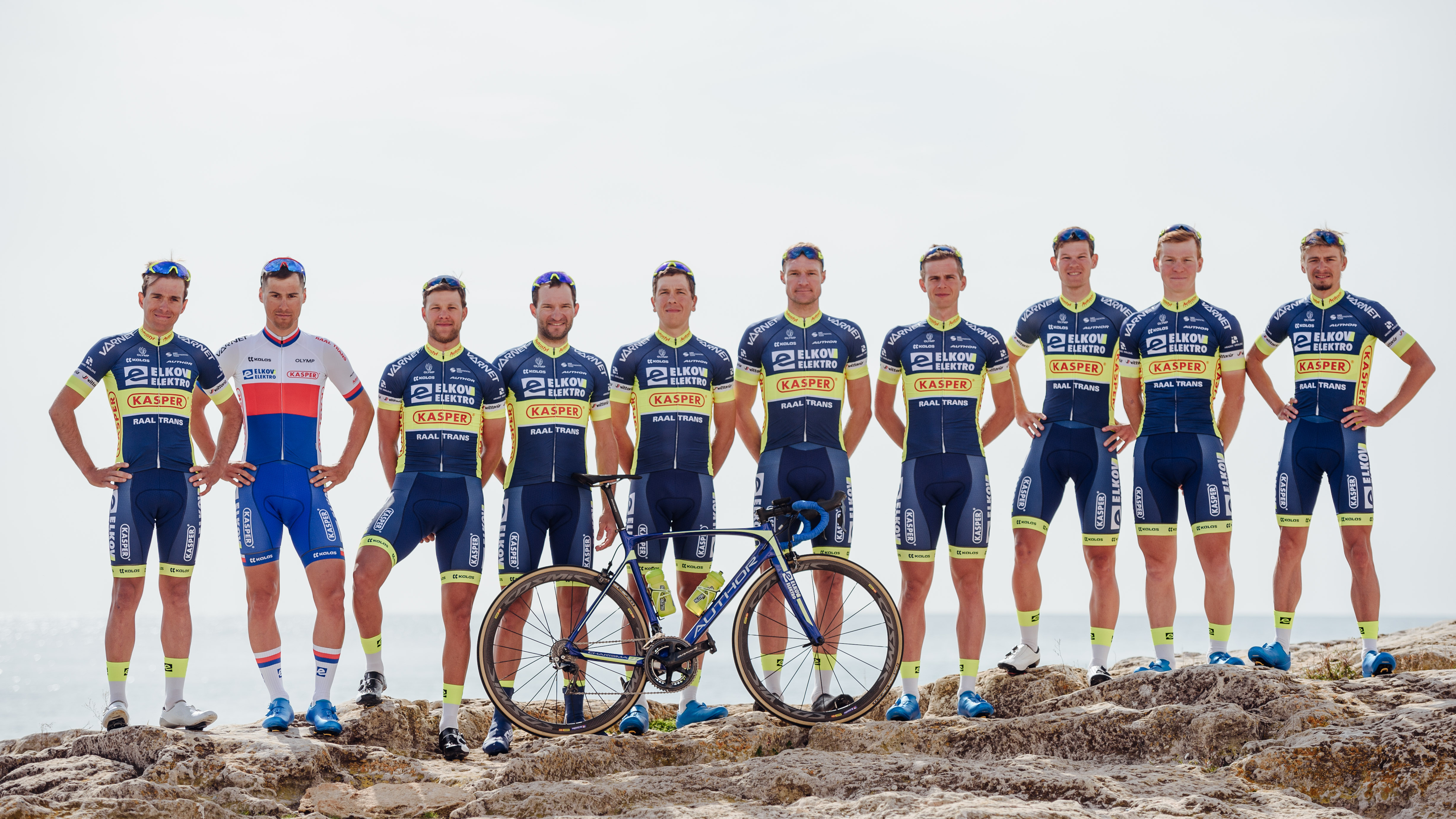
Elkov Kasper Team

- Elkov–Kasper[20][21][22][23][24][25][26]
- Sportcomplex Břeclav[27][28][29]

## Aktivita v problematice osvětlení
- Členem Krajské hospodářské komory jižní Moravy[30], aktivní zapojení v programu Úspory energie,
- Členem SRVO[31][32] – společnosti pro rozvoj veřejného osvětlení,
- Zapojeni do projektu Czech Smart City Cluster (CSCC)[33], jenž rozvíjí partnerství mezi firmami, státní správou, samosprávou, znalostními institucemi a obyvateli měst.

## Jiné
ELKOV elektro dlouhodobě šíří osvětu o automatizaci a digitalizaci, tzv. EDI (elektronické výměny dat), ve svém oboru, kde tento standard obecně není tolik rozšířený.

## Certifikáty a osvědčení
- Certifikace ISO[35] – zaveden a používán systém managementu kvality ČSN EN ISO 9001:2016,
- EKO-KOM[36][37] – zapojen do systému zpětného odběru a využití obalových odpadků EKO-KOM,
- ASEKOL[38] – dodržuje povinnosti, které jsou stanoveny výrobcům elektrozařízení pro oddělený sběr, zpětný odběr, zpracování, využití a odstranění elektrozařízení a elektroodpadu prostřednictvím kolektivního systému ASEKOL,
- ECOBAT[39] – zajišťuje zpětný odběr přenosných baterií a akumulátorů.[40]